# Cándido María Trigueros
Cándido Melchor María Trigueros Díaz de Lara y Luján (Orgaz, Toledo, 4 de septiembre de 1736-Madrid, 20 de mayo de 1798) fue un escritor, hebraísta, traductor y dramaturgo ilustrado español.

## Biografía
Sus abuelos paternos procedían de Burguillos de Toledo, en la provincia de Toledo. Cándido fue hijo de un contador del Palacio Real, Melchor Trigueros Díaz de Lara y de su primera mujer, Teresa Sánchez, ambos naturales de Toledo; tuvo dos hermanos mayores, Miguel Antonio y Manuela Teresa; su familia se trasladó cuando el padre obtuvo el cargo de contador desde Orgaz a Madrid en 1739. Unas fiebres contraídas en su niñez que se volvieron crónicas le depararon durante toda su vida subsecuente una salud quebradiza. 
Obtuvo la protección de su tío paterno Juan Trigueros Díaz de Lara, oficial mayor de la Secretaría de Gracia y Justicia, secretario del Rey y caballero de la Orden de Carlos III, al que su traducción de la tragedia Británico de Jean Racine en 1752 había deparado el honor de ser nombrado miembro supernumerario de la Real Academia Española. A los quince años, en 1751, comenzó a estudiar filosofía en el madrileño colegio de dominicos de Santo Tomás; por entonces Pedro Rodríguez Campomanes alabó sus versos latinos y Trigueros decidió inclinarse al cultivo de la poesía en lengua romance; sus primeros versos son traducciones de las Odas de Horacio y de la Eneida de Virgilio. También traducirá del griego las fábulas de Conón (1768). Por entonces asiste a la tertulia neoclásica de Agustín de Montiano y Luyando, cuyo fallecimiento llorará en un idilio cuya publicación impidió su enemigo Campomanes. A los dieciséis años deja sus estudios de filosofía para acompañar al recién nombrado obispo de Córdoba Francisco de Solís Folch de Cardona a su diócesis. Allí retoma sus estudios de Filosofía en el Seminario San Pelagio y empieza los de Teología. Su estancia cordobesa fue corta, pues en 1755 el hasta entonces obispo Solís fue nombrado arzobispo de Sevilla, con residencia en la propia capital hispalense, por lo que de nuevo se trasladó siguiendo al prelado. En 1756 se ordena de subdiácono en Sevilla, y obtiene un beneficio eclesiástico en Carmona (1757) y otro en Pilas (1769), al que renunció a causa de su quebrada salud.
Siempre protegido por el ahora cardenal Solís, estudió leyes con el reaccionario y antiilustrado Fernando de Ceballos y matemáticas con el ilustrado Domingo Morico, colaborador de Pablo de Olavide, el cual había establecido en su casa una Academia de matemáticas de la que Trigueros fue secretario. En Carmona vivirá Trigueros un próspero y literariamente fecundo periodo hasta 1785, en cuyo lapso ingresó en la Real Academia Sevillana de Buenas Letras (1758) como el más joven de sus miembros. Para corresponder a ese honor compuso un Elogio de San Isidoro ese mismo año. También formó parte de la Sociedad Económica de Sevilla y de la Real Academia de la Historia y fue correspondiente del Jardín Botánico. Es más, perteneció a la tertulia sevillana de Olavide y fue amigo de Jovellanos. En Carmona, prevaleciéndose de una descomunal capacidad de trabajo alentada por una enorme curiosidad, se ocupó en alcanzar un saber omnímodo en materias tan dispares como la poética, la epigrafía, la numismática, la botánica, la arqueología, la filología, el derecho, la historia, las matemáticas, la física y la química, algo que testimonia su riquísima y variadísima biblioteca de libros escritos tanto en latín, griego, hebreo, como en inglés, francés e italiano, aprendidos todos estos idiomas de forma autodidacta. Sin embargo, su traslado a Madrid y la obtención de un disputado puesto de bibliotecario segundo en la Biblioteca Real le deparará, así como las envidias por sus éxitos como dramaturgo, la enemistad y las sátiras de Tomás de Iriarte, Juan Pablo Forner, Leandro Fernández de Moratín y Juan Meléndez Valdés.

## Trigueros dramaturgo
En 1784 ganó un famoso concurso teatral convocado por el Ayuntamiento de Madrid con su comedia Los menestrales, junto a Juan Meléndez Valdés y su Las bodas de Camacho, ambas compuestas según la preceptiva neoclásica. Hubo un pequeño escándalo por ser ambos amigos del presidente del jurado, Melchor Gaspar de Jovellanos. La obra de Trigueros ridiculiza el afán de ascenso social de los trabajadores manuales, uno de los cuales, un sastre adinerado, intenta casar a su hija con un barón que no lo es y resulta ser un estafador; la moraleja es que la verdadera nobleza está en el trabajo. En 1785 consiguió plaza de bibliotecario de los Reales Estudios de San Isidro en Madrid, y allí se desplazó.
Antes que Los menestrales, Trigueros ya había compuesto varias obras teatrales: las tragedias Las Baccanales o Ciane de Syracusa y El Viting, de 1767; Egilona y El Cerco de Tarifa, ambas de 1768, y las comedias El tacaño, de 1763, por otro título Duendes hay, señor Don Gil, y Juan de Buen Alma, o El gazmoño, de 1768, adaptación de El Tartufo de Molière delatada a la Inquisición por su sátira de la hipocresía religiosa. Se han perdido muchas otras también originales, como Hipólito, Polissena, Alcestis y Scipión en Cartagena, así como numerosas traducciones de tragedias del griego y del francés. Sí se conserva su traducción de Racine, Ifigenia en Aulide, y de la Electra de Crébillon. Traducción no literal de la comedia L'indiscret de Voltaire es Don Amador.
Trigueros es autor también de Teatro español burlesco o Quijote de los teatros, publicado de forma póstuma en 1802. Refundió muchas obras clásicas del Siglo de Oro español, como La moza de cántaro, El anzuelo de Fenisa o La Estrella de Sevilla, a la que dio el título de Sancho Ortiz de las Roelas y con la que consiguió un gran éxito. Hizo también una versión burlesca de El caballero de Olmedo y de otras obras extranjeras. Escribió los entremeses El pleito del cuerno, Cada loco con su tema, El poeta cómico, La comedia casera y El muerto resucitado. Dejó también algunas uestras interesantes de comedia sentimental, comedia lacrimógena o lacrimosa (comedie larmoyante), cuales son Los ilustres salteadores (1774) o El precipitado, representada tras su muerte en el Teatro de los Caños del Peral en marzo de 1802. Esta obra había salido de una especie de certamen literario entre los miembros de la tertulia de Pablo de Olavide, a la que Jovellanos aportó El delincuente honrado.

## Trigueros poeta
Como poeta Trigueros, que usó ocasionalmente el seudónimo de Melchor María Sánchez Toledano entre otros, se inclinó por una poesía didáctica típicamente ilustrada. Introdujo en España la poesía filosófica de origen inglés al estilo de Pope con su El poeta filósofo o Poesías filosóficas en verso pentámetro, ambicioso proyecto que iba a reflexionar sobre la condición humana y a educar al pueblo en las virtudes cívicas de la Ilustración, y que iba a estar integrado por veinte largos poemas en pareados alejandrinos de los que solo se publicaron trece en Sevilla y en entregas sueltas entre 1774 y 1778; a partir del décimo sin embargo se cansó de la estrofa y también por dar alguna variedad al ritmo se pasó a la silva. El proyecto se interrumpió acaso por la represión que en ese último año supuso la condena inquisitorial de su amigo Pablo de Olavide. También, quizá, por la embestida que supusieron las críticas de haberse atribuido la invención del verso alejandrino, que él llamó pentámetros castellanos, cuando ya en el siglo XIV se había usado, como tuvo a bien hacerle saber Francisco Pérez Bayer, conocedor de la edición de Tomás Antonio Sánchez de nuestra poesía medieval, y sobre todo por las Exequias de la lengua castellana de Juan Pablo Forner, donde nada menos que Apolo echa al fuego los poemas del manchego. Ha quedado inédita y manuscrita, además, una voluminosa y erudita crítica contra esta obra por parte del profesor de la universidad sevillana Manuel Custodio, muy afecto a los jesuitas.
Compuso también Trigueros Viaje al cielo del poeta filósofo, una alabanza de los Borbones y en particular de Carlos III bajo un pretexto astronómico. Poesía ilustrada son La paz en la guerra, Los amigos del país Bético, un canto a la utlilidad y al trabajo; El templo de la felicidad y Elogio de los cuadros de Bartolomé Murillo, sobre el pintor sevillano Bartolomé Esteban Murillo. La Riada canta la inundación de Sevilla por el Guadalquivir y las medidas que las autoridades hicieron para paliarla, pero recibió malas críticas. Tal vez sus versos más íntimos son la Oda consolatoria a doña M. T., escrita para su prima María que se hallaba enferma y que moriría poco después en 1784. Compuso su poema Las majas en cuatro cantos, publicado en 1789 para celebrar el modo como las jovencitas madrileñas festejaban la subida al trono de Carlos IV. Escribió también un Idilio a la muerte de Montiano, es decir, Agustín Montiano y Luyando. Sus últimos poemas no están recogidos y figuran en las páginas del Diario de Madrid y en el Memorial Literario.
Tradujo a Homero, Virgilio, Conón, Lucano, Anacreonte, Columela y Teócrito. Fue un admirador de Garcilaso y Esteban Manuel de Villegas, e imitó la poesía clásica grecolatina y renacentista. Pero su espectro de creación es grande: compuso poemas de todas clases, serios y jocosos, morales y satíricos, académicos e ilustrados, pastoriles y críticos, y en todos los géneros habituales de entonces: odas, romances, églogas, idilios y fábulas. Además, sufrió una inspiración muy varia, que va desde lo puramente neoclásico a lo prerromántico. Existe además un manuscrito datado en Sevilla, 1776, bajo el título Poesías de Melchor Díaz de Toledo, poeta del siglo XVI hasta ahora no conocido que en realidad contiene una colección de sus propias obras bajo ese pseudónimo, como indica una anotación en la p. 132 firmada por Juan Nepomuceno González de León. Se trata de anacreónticas y otros poemas de tono rococó.

## Trigueros prosista
Se han perdido muchas obras de Trigueros como prosista: Las brujas, los seis tomos de La Observadora y los Apuntamientos críticos por ejemplo. Se imprimió una Vida de Montiano y una Vida de Guzmán el Bueno, esta última inserta en dos volúmenes misceláneos de su obra narrativa titulados Colección de varios papeles o Mis pasatiempos. Almacén de fruslerías agradables (1804), que incorpora bastantes narraciones interesantes, la mayoría traducidas del inglés y el francés. Escribió, además, una continuación de La Galatea de Miguel de Cervantes (1798) en dos volúmenes; la obra empieza inspirándose en Cervantes y luego en Jean-Pierre Claris de Florián, siendo concluida por Trigueros desde la segunda parte.

## Trigueros hebraísta
En los mismos años que Francisco Pérez Bayer, Trigueros emprendió estudios de orientalismo: el 19 de septiembre de 1767 pronunció su discurso de ingreso en la Real Academia Sevillana de Buenas Letras sobre el origen del nombre “España”, interesante y original trabajo en el que rechazaba la tesis tradicional difundida por Samuel Bochart en los capítulos 34 y 35 (dedicados a los fenicios en España) de su Geographia sacra (París, 1646), según la cual span significa 'isla o tierra de conejos', planteando una nueva interpretación relacionada con el significado de 'norte o septentrión', por lo que el nombre de España derivaría del término Y SPN, que tanto en fenicio como en hebreo significa 'costa septentrional'. Esta teoría, como muchas de las teorías de Trigueros, permaneció en el olvido, pero coincide con la de especialistas actuales.
Mucho más prolífico que Bayer, en 1771 Trigueros redactó en Carmona unos Rudimentos o instituciones gramáticas de la lengua hebrea para enseñanza de principiantes, trabajo que también quedó manuscrito y que probablemente se basa en la obra Grammaticae hebraicae et chaldaicae (París, 1724-1726), del padre Pierre Guarin, que era el manual más utilizado en la época. El 25 de junio de 1773 leyó en la Academia de Buenas Letras de Sevilla un Discurso persuadiendo al estudio de la lengua hebrea, y también dejó manuscritos un Breve examen sobre los antiguos alfabetos españoles, así como un Diccionario de raíces hebreo-castellanas. Nada de todo ello se publicó en su tiempo y su reputación como hebraísta quedó algo contusa, por haber tenido amistades poco recomendables [referências? significado?], como la de Juan José Heydeck.

## Nómina (incompleta) de sus obras
- El poeta filósofo. O poesías filosóficas en verso pentámetro.- Sevilla: [ s.n.], 1774-1777.- Imprenta de Manuel Nicolás Vázquez.
- El viage al cielo del Poeta Filósofo.- Sevilla: [ s.n.], 1777.- Oficina de Don Manuel Nicolás Vázquez.
- La Riada. Descríbese la terrible inundación que molestó a Sevilla en los últimos días del año 1783, i los primeros de 1784.- Sevilla: Officina de Vázquez y Compañía, 1784 (facsímil Pentalfa Ediciones,1989)
- "Los amigos del País Bético. Oda Pindárica" (en Memorias de la Real Sociedad Patriótica de Sevilla, 1779, pp. 177-184).
- Las majas. Poema chusquiheroyco. Por D. Melchor María Sánchez Toledano. Madrid, Antonio Espinosa, 1789.
- "Reflexiones filosóficas y políticas sobre si el estado eclesiástico que tiene la Nación Española puede perjudicar a su población, a sus Artes, a su Milicia, o a algún otro ramo de la sociedad, ya sea por su número, ya por sus riquezas, o ya finalmente por su celibato" (en La Espigadera, 1790, núm. 2, pp. 41-54; núm. 3, pp. 81-92; núm. 4, pp. 113-121; núm. 5, pp. 145-156; núm. 6, pp. 177-190).
- "Don Cándido María Trigueros, Beneficiado de propio de la ciudad de Carmona, remitió los versos siguientes, en elogio de los quadros de Bartolomé Esteban Murillo. Rima libre" (en Distribución de premios a los discípulos de las Nobles Artes, Sevilla, 1783, pp. 56-67).
- Discurso sobre el Estudio Metódico de la Historia Literaria para servir de introducción a los primeros Exercicios Públicos de ella, que en los días 23, 24 y 25 de septiembre de 1790 se tuvieron en la Biblioteca de los Reales Estudios de esta Corte.... Madrid, Benito Cano [1790].
- San Felipe Neri al clero.- Sevilla: Vázquez y compañía, 1784.- Edición enmendada por su autor.
- Los menestrales. Comedia premiada por la villa de Madrid, para representarse en el teatro del Príncipe con motivo de los festejos públicos que executa por el feliz nacimiento de los serenísimos infantes Carlos y Felipe, y ajuste definitivo de la paz.- Madrid: Antonio de Sancha, 1784 (Hay edición moderna de Francisco Aguilar Piñal, Carmona: Ayuntamiento y Universidad de Sevilla, 1997).
- El precipitado. Comedia de don Cándido María Trugueros. - Manuel Nicolás Vázques, Antonio Hidalgo y compañía, 1785. Hay edición crítica moderna de Piedad Bolaños (Sevilla: Ediciones Alfar, S.A., 1989)
- El Viting. Tragedia en cinco actos.- Barcelona: [18 - -?].- Impr. Juan Francisco Piferrer.
- Teatro español burlesco ó Quixote de los tearos, por el maestro Crispín Caramillo cum notis variorum, Madrid: Imp. Villalpando, 1802. Edición moderna, introducción y notas de María José Rodríguez Sánchez de León, Salamanca 2001.
- El verso suelto y la rima, disertación leída en la Academia de Buenas Letras de Sevilla el 14 de junio de 1766.
- Poesías de Melchor Díaz de Toledo, poeta del siglo XVI, Hasta ahora no conocido. Sevilla, Manuel Nicolás Vázquez y Cía, 1776.
- Los enamorados o Galatea y sus bodas: Historia pastoral comenzada por Miguel de Cervantes Saavedra. Abreviada después y continuada y últimamente concluida por D. Cándido María Trigueros. Madrid: Imprenta Real, 1798, 2 vols.
- Mis pasatiempos. Almacén de fruslerías agradables.- Madrid: Viuda de López (Calle de las Aguas), 1804.
- Sancho Ortiz De Las Roelas, Tragedia Arreglada Madrid: Imprenta de Vega y Compañía, 1814.
- Memoria sobre el nombre España (1767) edición, introducción y notas de Francisco Aguilar Piñal. Madrid / Sevilla: Real Academia de la Historia / Real Academia Sevillana de Buenas Letras, 2001.
- Relación de las fiestas, regocijos y limosnas que celebraron, prepararon y repartieron los diez gremios mayores de la ciudad de Sevilla con motivo de la... 17 de enero de 1784.
- La esclavizada, refundición de La esclava de su galán de Lope de Vega estrenada en Madrid en 1803, pero no impresa.
- Discurso sobre los dioses de España. Del origen, causas y progresos de la idolatría en común
- Explicación de una inscripción romana existente en Carmona, atribuida por el célebre Muratori a Sevilla [...] en la Academia de 28 de septiembre de 1758. (En Memorias literarias de la Real Academia de Buenas Letras. Sevilla, vol. I, 1773, pp. 283-305)
- Explicación de una inscripción hebrea que está en la puerta que llaman de la Campanilla en la Santa Patriarcal Iglesia de Sevilla, 1773.
- Discurso persuadiendo al estudio de la lengua hebrea, leído en la Real Academia de Buenas Letras de Sevilla el 25 de junio de 1773 y publicada en el tomo II de Memorias.
- Rudimentos o Instituciones gramáticas de la lengua hebrea que contienen solo lo que es indispensable para entender la sagrada escritura en su original, Sevilla, 1771.
- Ed. de Poesías de Don José Iglesias de la Casa. Última edición conforme a la original primitiva, aumentada con un apéndice de varias poesías y el Pleito del cuerno. Madrid, 1848. 2 vols.
- "De la industria lanar en el Reyno de Sevilla y medios de fomentarla..." (en Semanario de Agricultura y Artes Dirigido a los Párrocos. Tomo XVI. Madrid, 1804, pp. 56-64 y 72-78).
- El gazmoño o Juan de Buen Alma. A critical edition by Linda P. Carrol, Ann Arbor, Michigan, 1985
- Poesías... 2 tomos. Copiadas por Manuel José Díaz de Ayora en 1776, manuscrito.
- Poesías dramáticas... [1780], manuscrito.
- Apuntaciones sobre la historia de los celtas y scitas, manuscrito.
- Vocabulario etimológico de topónimos españoles de raíces griegas, manuscrito.
- Monumentos de Inscripciones Romanas de varias piedras de Pueblos de Andalucía y España, declaradas en Espejo, Montemayor, Córdoba, Montoro, Porcuna, Martos, Arjona, Lucena, Cabra, Linares, Pinos de la Puente, Ecija, etc. Año 1540, 1549, 1560. Manuscrito.
- Sobre la muerte de Lucrecia. Oración. Santander. Menéndez Pelayo, Papeles de Trigueros.

- Disertación explicando una inscripción romana que existió en Carmona. Leída el 18de septiembre de 1772, en la Academia de Buenas Letras de Sevilla, manuscrito.
- Diccionario de raíces hebreo-castellanas. Manuscrito.
- La Eneida de Virgilio, traducida en verso pentámetro... manuscrito.
- Las rosas, los jazmines y las Gracias, Fábula milesia. Rima libre. Manuscrito.
- Theocriti Idilion XIX. El Amor ladrón de colmenas. Perífrasis o imitazión quasi literal. Manuscrito.
- Las Fábulas de Conon Ateniense, traducidas de la lengua griega... 1768. 2 manuscritos.
- El libro de los salmos. Manuscrito.
- Al Rey N. Sr. Sobre el perdón de los dos delinquentes del robo de su tesorería, que llegaron a estar sobre el cadalso. Oda. [1762]. Manuscrito.
- Oda a Carlos III. [1762]. Santander. Menéndez Pelayo (Papeles de Trigueros).
- El pláceme de las majas. Poema chuscante, con motivo de las bodas del Sermo. Sr. Príncipe de Asturias, que Dios guarde [s.a]. Manuscrito.
- Sátira contra el pintarse. [s.a.]. Manuscrito.
- Cantilena contra las mugeres..., en Colección de papeles curiosos en verso y prosa por S. A. M. V. Tomo VI., pp. 54-56). Madrid. Palacio del Congreso de Diputados, C. 1390.
- Copia puntual de la oración panegírica que pronunció en lo más hondo del abismo el Sr. D. Belcebub, a honor del Sr. D. Juan Flagela, en el día de su famosa condenación e instalación infernal. Romance endemoniado. [s.a.]. Sevilla, manuscrito.
- Oda consolatoria a mi Señora Doña M[aría] T[abares]. [s. a.], manuscrito.
- Sobre la muerte del Señor Don Agustín de Montiano y Luyando, entre los Arcades de Roma Leghinto Dulichio. Idilio de D. C. M. Tr. La persona de Alexis es el Sr. D. Eugenio Llaguno, la de Amintas el autor del idilio. [s. a.] manuscrito.
- Al cumpleaños del Emmo. Señor Cardenal Solís, Arzobispo de Sevilla, mi Patrono. Elegía. [1765], manuscrito.
- Sobre la poca duración de la juventud. A mi señora Doña Josefa Tabares. Oda. [s. a.], manuscrito.
- Menalcas y Amarilis. Idilio. [s. a.] manuscrito
- La Musa de Sílex. Idilios del Poeta Filósofo. Rima libre. [1776]. Manuscrito.
- El pañuelo de Mnasilo. Idilio. [s.a.]. Manuscrito.
- Discurso sobre la varia extensión del entendimiento humano. Manuscrito.
- Plan de la Pelayada. Madrid. Academia de la Historia, 9-2764.